# Max (metropolitana di Dubai)
Max (in arabo ماكس) è una stazione della linea rossa della metropolitana di Dubai. Serve il quartiere di Al Jafilia.

## Storia
È stata inaugurata il 10 settembre 2009.
Originariamente chiamata Al Jafilia, il 4 agosto 2021 è stata ribattezzata con la denominazione attuale in seguito ad un accordo di sponsorizzazione con il marchio d'abbigliamento Max Fashion.